# Lepturges eurynota
Lepturges eurynota är en skalbaggsart som beskrevs av Friedrich F. Tippmann 1960. Lepturges eurynota ingår i släktet Lepturges och familjen långhorningar. Inga underarter finns listade i Catalogue of Life.